# Temple protestant (Sainte-Croix-de-Caderle)

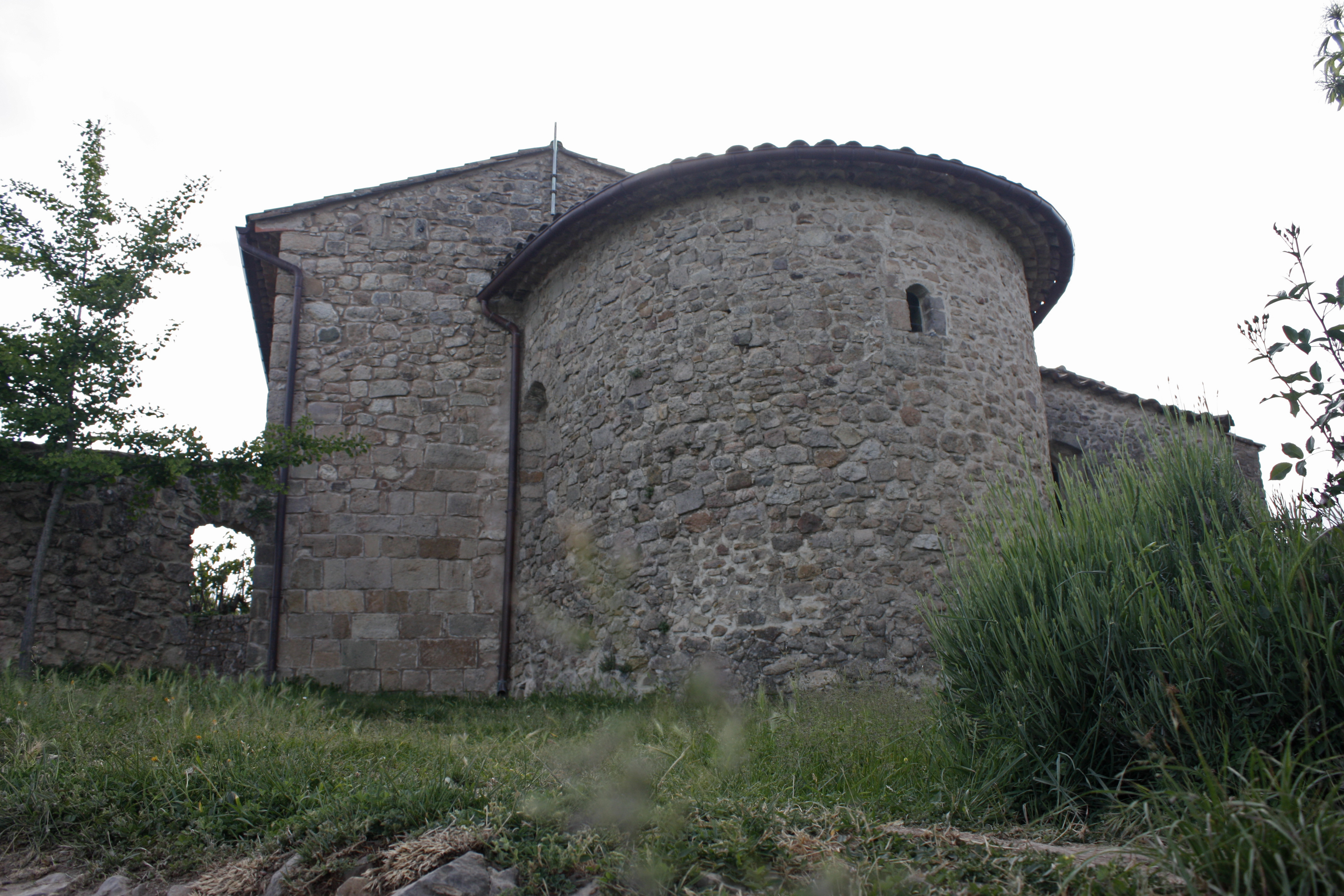
Blick zur Apsis

Der Temple protestant (deutsch: Evangelische Kirche) ist ein Kirchengebäude der Vereinigten Protestantischen Kirche Frankreichs in  Sainte-Croix-de-Caderle in den südlichen Ausläufern der Cevennen im  Département Gard (Region Okzitanien). 

## Geschichte
Nach archäologischen Untersuchungen geht das Gotteshaus auf einen karolingischen Gründungsbau von der Wende des 10. zum 11. Jahrhundert zurück. Die heutige Kirche stellt ein romanisches Bauwerk aus dem 12. Jahrhundert dar. Eine erste schriftliche Bestätigung eines Sakralbaus dort stammt jedoch erst aus dem Oktober 1420. 
Nachdem im Ort wie in der gesamten Cevennenregion die Reformation eingeführt wurde, kam Sainte-Croix-de-Caderle im Zuge der Hugenottenkriege 1580 wieder in die Hände der Katholiken. Die während der Kämpfe schwer beschädigte Kirche wurde zwischen 1653 und 1663 wieder aufgebaut. Während des Kamisardenkrieges brannte es am 25. November 1703 in der Kirche, die Beschädigungen waren aber offensichtlich nicht zu gravierend. Nach der Revolution wurden die Kirche und der Friedhof 1802 den Protestanten übergeben, da die Anzahl der Reformierten in der Region nach wie vor hoch war.